# Lens (Belgia)
Lens (valonă Linse) este o comună francofonă din regiunea Valonia din Belgia. Comuna Lens este formată din localitățile Lens, Bauffe, Cambron-Saint-Vincent, Lombise și Montignies-lez-Lens. Suprafața sa totală este de 49,42 km². La 1 ianuarie 2008 avea o populație totală de 4.119 locuitori.
Comuna Lens se învecinează cu comunele Brugelette, Chièvres, Jurbise, Silly și Soignies.